# Ясногородка (Вышгородский район)
Ясногоро́дка (укр. Ясногородка) — село, входит в Вышгородский район Киевской области Украины.

## География
Село Ясногородка расположено на берегу Киевского водохранилища. Занимает площадь 3,4 км².

## Население
Население по переписи 2001 года составляло 585 человек.

## Местный совет
Ясногородка — административный центр Ясногородского сельского совета.
Адрес местного совета: 07340, Киевская обл., Вышгородский р-н, с. Ясногородка, ул. Коллективная, 52.

## История
Впервые Ясногородка упоминается в исторических документах XVII ст.
Вблизи села обнаружены остатки поселения бронзового века (II тыс. до н. э.).
При освобождении Украины в 1943 году в районе Ясногородки 23 сентября силами 212-го, 241-го и 231-го гвардейских полков 75-й гвардейской стрелковой дивизии был  форсирован Днепр и захвачен плацдарм, первый в полосе наступления 60-й Армии, который обеспечил последующее наступление на город Киев и его освобождение.
В селе, в четырех братских могилах похоронены воины 75-й гвардейской стрелковой дивизии, 226-й стрелковой дивизии и 121-й стрелковой дивизии, погибшие в боях на плацдарме и при освобождении Ясногородки. Среди них Герои Советского Союза:
- Крикуненко Вениамин Александрович
- Макеев Алексей Васильевич
- Мытов Дмитрий Васильевич
- Никитченко Иван Моисеевич
- Поляков Владимир Фомич
- Чернов Павел Михайлович
- Яржин Генрих Генрихович

В боях на плацдарме около села Ясногородка также погибли Герои Советского Союза, могилы которых не сохранились:
- Анисенков Владимир Иванович
- Волошин Иван Андреевич
- Мартынов Иван Степанович
- Минаенко Иван Алексеевич
- Михальченко Василий Кириллович
- Пугачев Арсений Филиппович

## Галерея

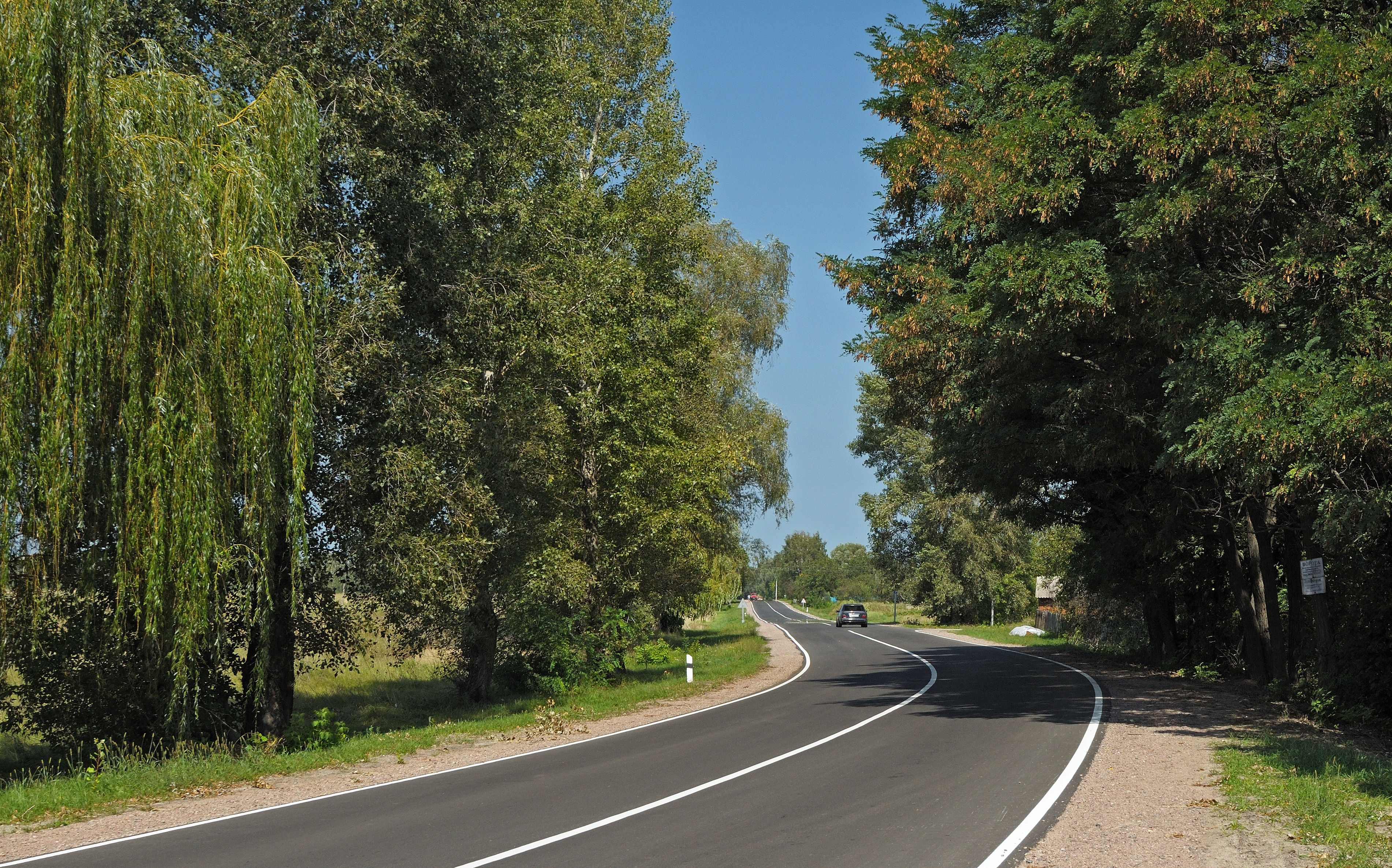
Дорога в Ясногородку
Братская могила на въезде в Ясногородку
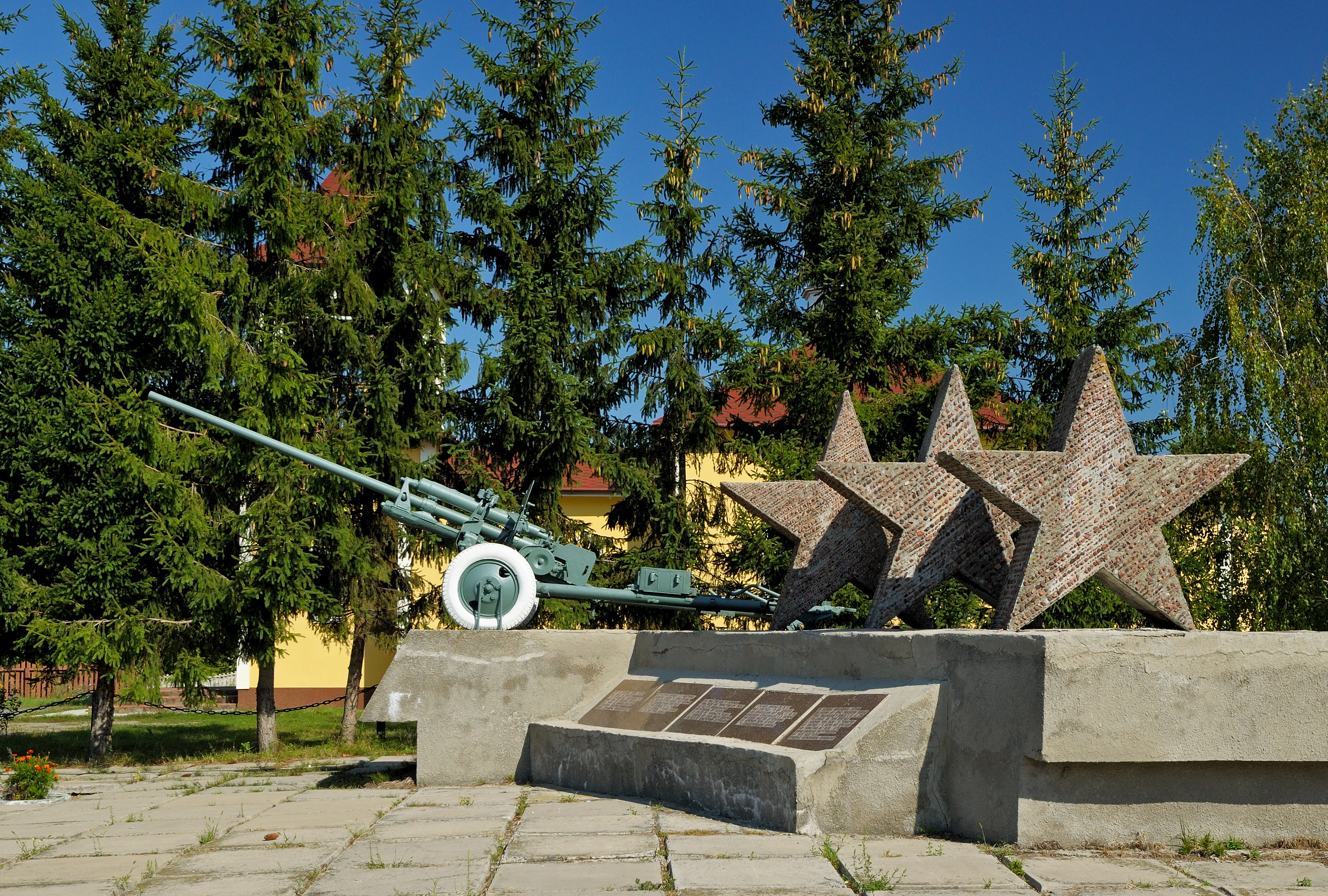
Памятник войскам 60-й Армии
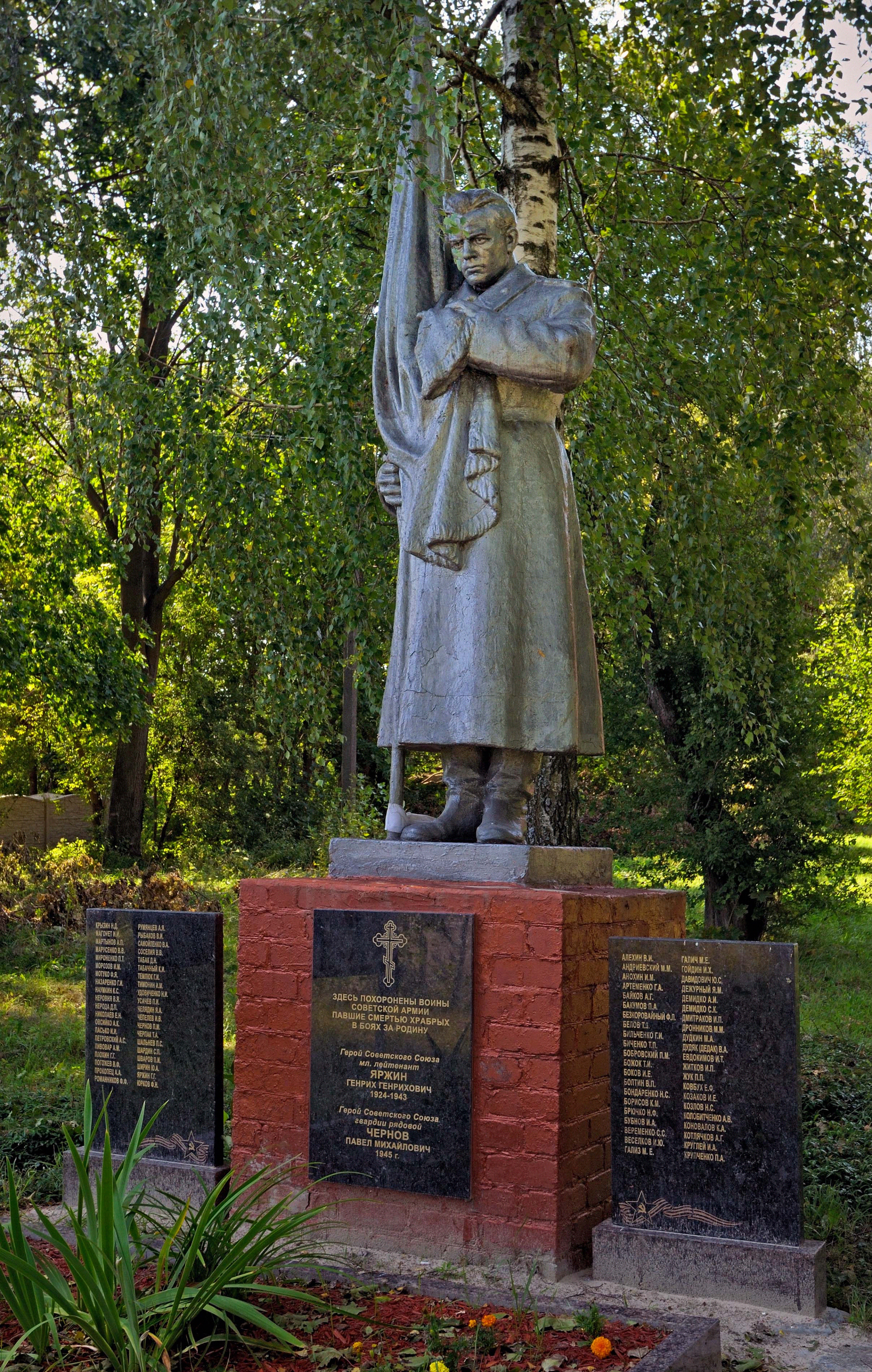
Братская могила в селе
Братская могила в селе
Братская могила на кладбище
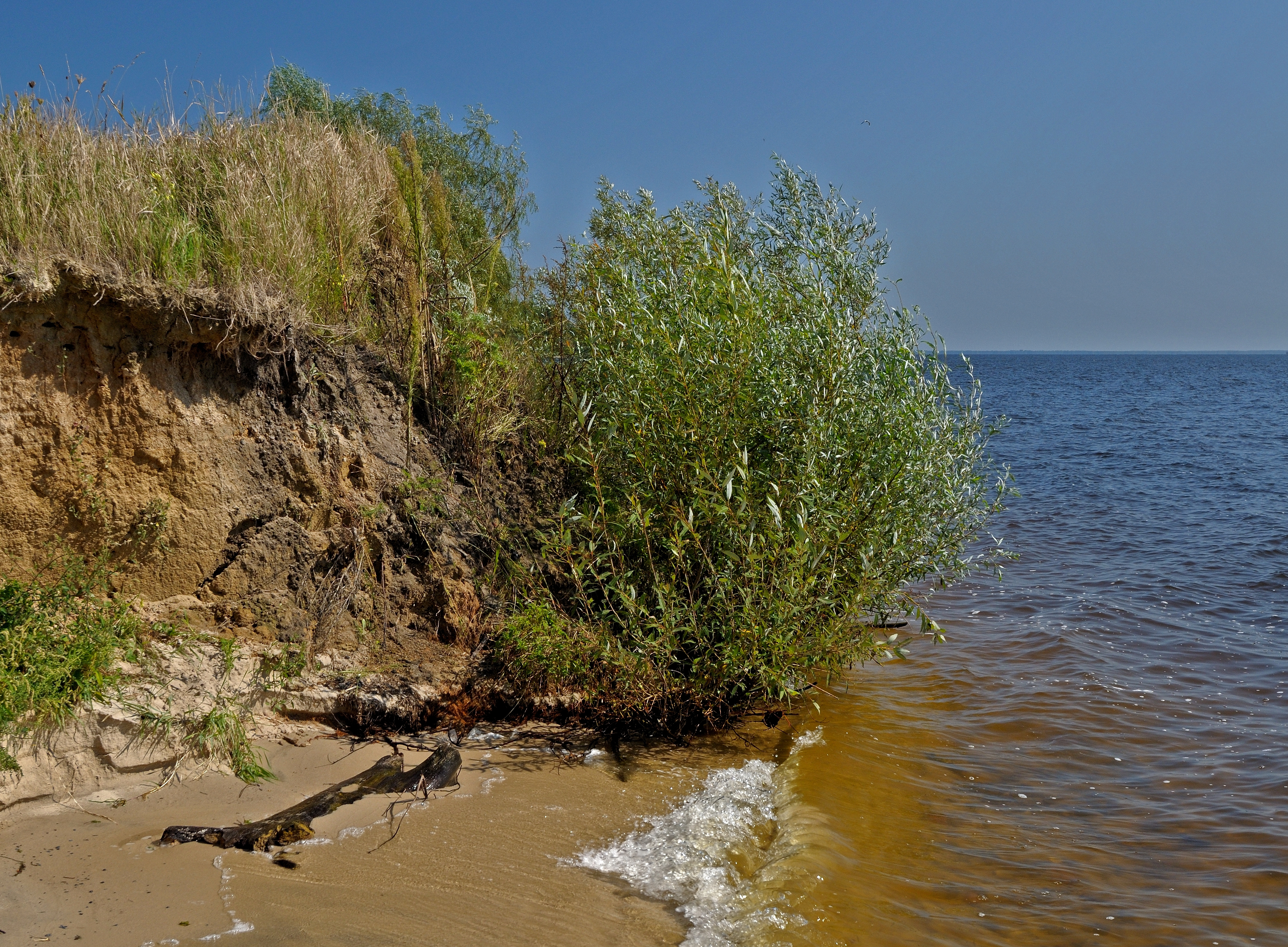
Берег Киевского моря
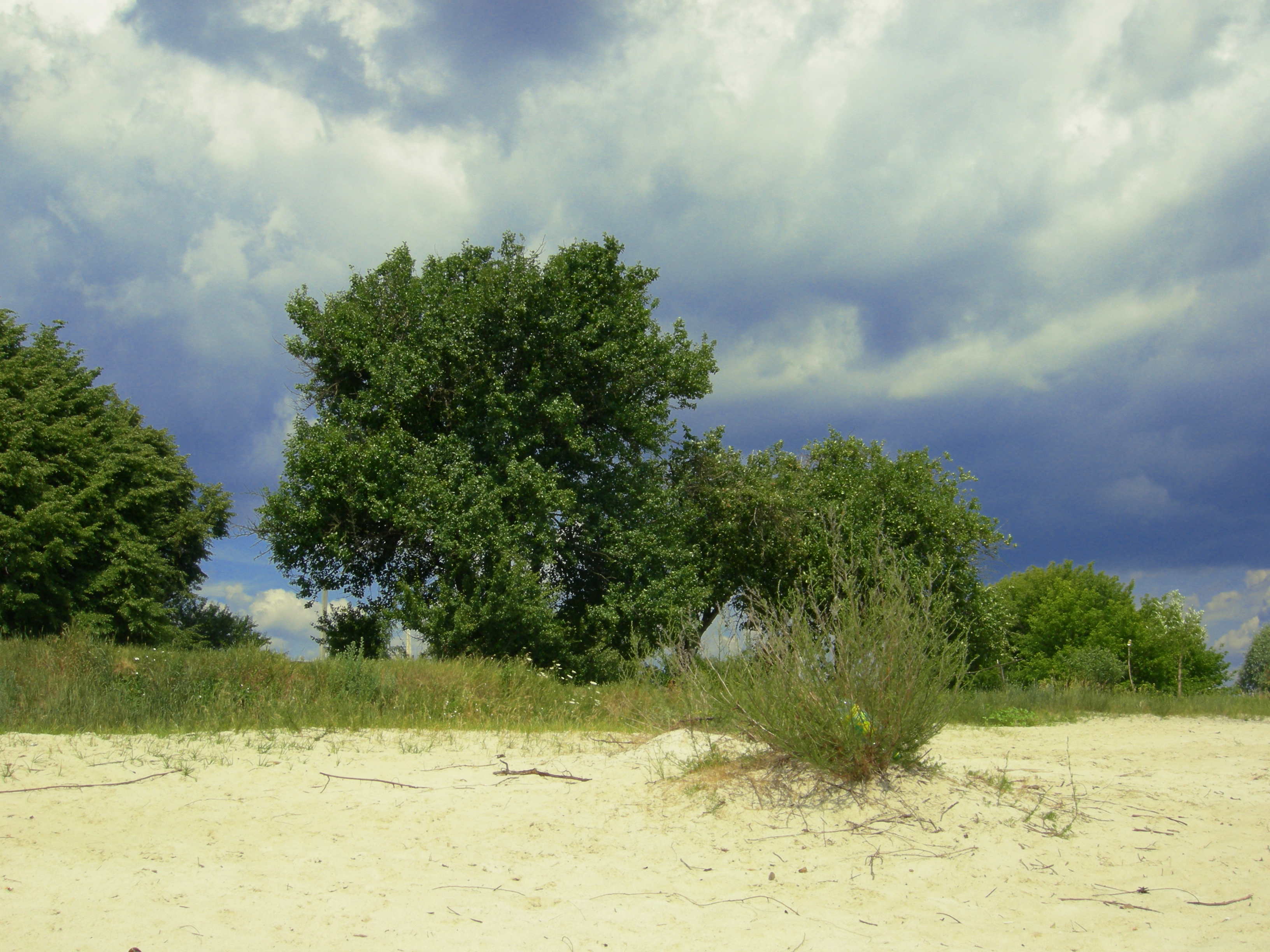
Искусственный пляж Киевского моря
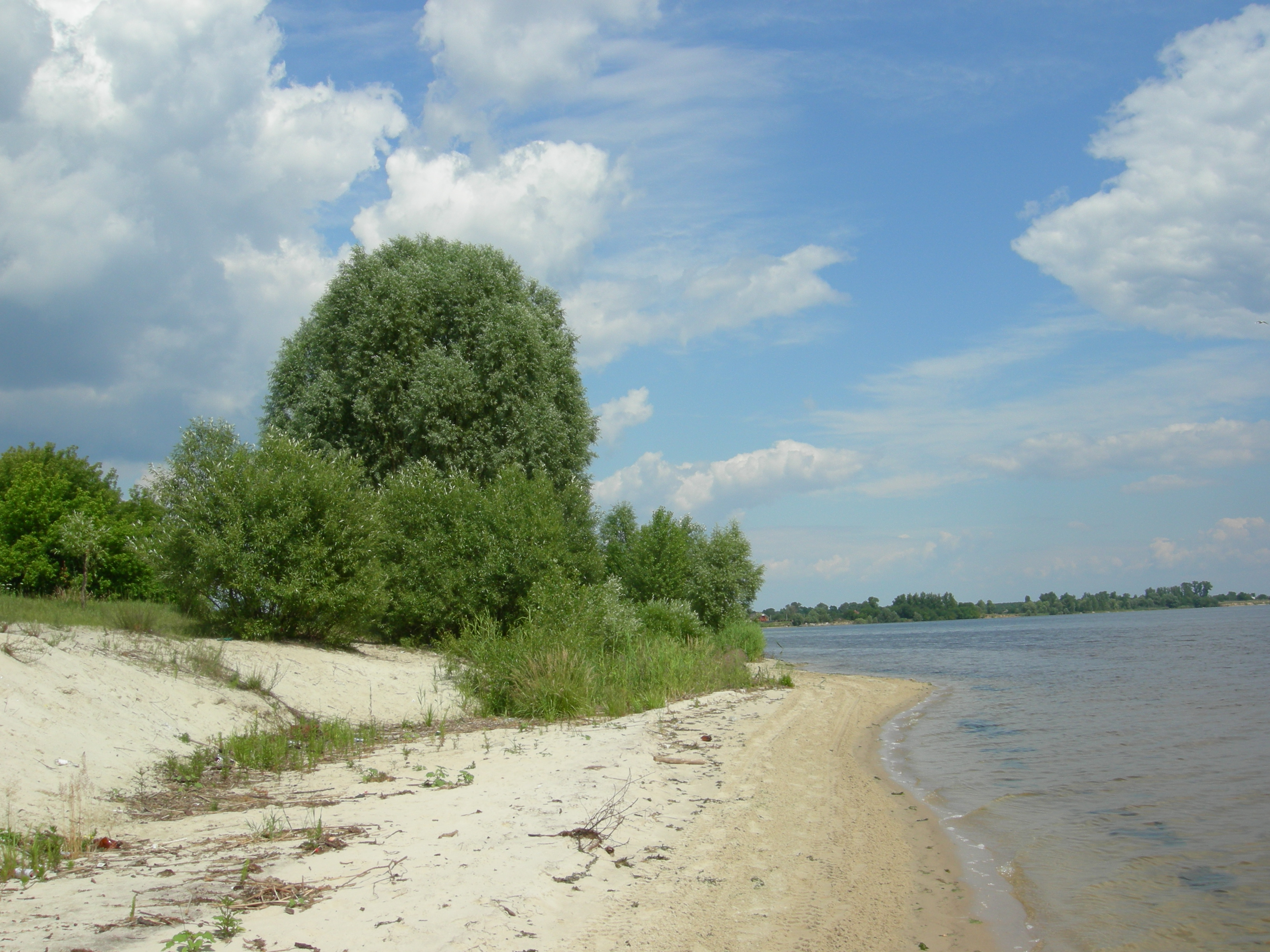
Вид с пляжа (до застроек)